# AH-64阿帕契直升機

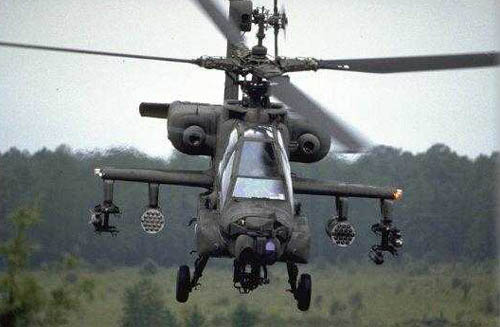
AH-64D的正面圖（未裝雷達）

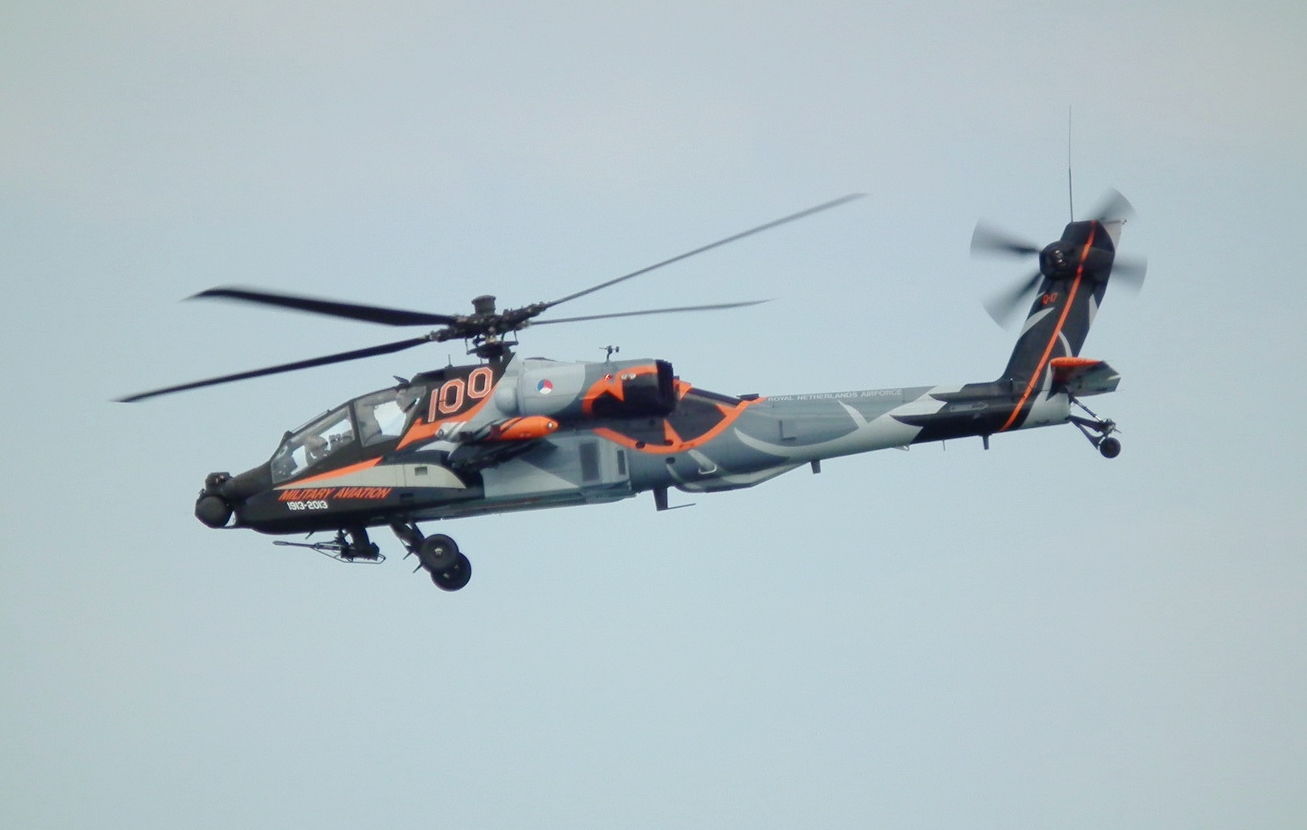
機身上彩繪著軍用航空100週年慶祝塗裝的荷蘭皇家陸軍AH-64D。

AH-64「阿帕奇」直昇機（英語：AH-64 Apache）是由美國波音公司為美國陸軍所設計製造的一款主力武裝直升機，得名於美洲原住民阿帕奇族。它是根據美國陸軍的先進武裝直升機（Advanced Attack Helicopter, AAH）計畫所開發，以作為AH-1眼鏡蛇的後繼機種。該計畫由波音、貝爾、休斯、洛克希德、塞考斯基等五家公司競標，之後美軍選擇了貝爾直升機公司的YAH-63，與休斯飛機公司的（即後來的休斯直昇機）所製造的YAH-64，進入第二階段的競標。1976年時，五角大廈決定由休斯飛機公司（後被麥道併購）的YAH-64獲勝。

## 概要

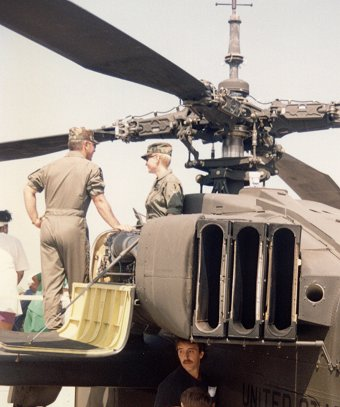
AH-64A的引擎與紅外線輻射抑制系統。

AH-64是全天候雙座攻擊直昇機，引擎是兩具通用電氣T700渦輪軸發動機，安裝在旋轉軸的兩旁。座位是一前一後，正駕駛員在後上方，副駕駛員兼火砲瞄準手在前。駕駛員座位的裝甲可以承受俄製ZSU-23機砲的射擊，並可在直升機墜落時為乘員提供保護。固定武裝為一門安裝在機鼻的30公釐M230鏈炮。兩側的短翼上有四處武器掛載點，可混合搭載AGM-114地獄火及Hydra-70火箭彈。AH-64替代AH-1眼鏡蛇直升機，成為現時美軍的主力攻擊直昇機。
為了隨時在最前線執行作戰任務，AH-64乘員可使用整合於頭盔中的夜視系統，在夜間與惡劣天候下作戰。同時AH-64也配備了先進的航空電子設備，包括目標識別瞄準系統／飛行員夜視系統（TADS/PNVS），以及被動式的雷達與紅外線反制裝置和GPS等。同時最新的改良則包括了加強主旋翼以承受23公釐機砲的短暫射擊，以及在主旋翼上方搭載長弓（Longbow）公釐波雷達系統等。

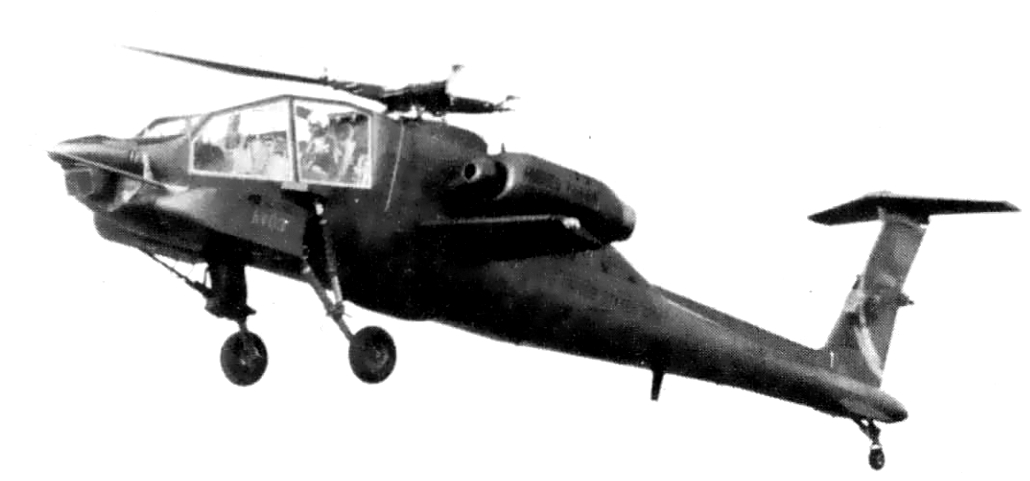
YAH-64，攝於1976年

原本一架AH-64的單價是1,450萬美元；不過希臘在2003年9月的合約刷新了價格。

## 運用史

### 美國
1989年，巴拿馬戰役（美國方面命名為「正義之師行動」Operation Just Cause）時，AH-64首次投入實戰。AH-64和AH-64D在數場重要的中東戰爭充當了重要角色，包括海灣戰爭，在阿富汗的持久自由行動（Operation Enduring Freedom），和在伊拉克的持久自由行動（Operation Enduring Freedom）。AH-64被證明是優秀的坦克獵人和並且摧毀了數以百計主要來自伊拉克軍隊的裝甲車。
在沙漠風暴期間，為了令聯軍的軍機進入伊拉克空域時不被發現，1991年1月15日凌晨，九架AH-64各自掛載Hydra 70航空火箭彈、地獄火反坦克導彈以及一個副油箱，在四架MH-53帶領下低飛突入伊拉克邊境，摧毀了伊拉克部署的防空雷達網路。這是沙漠風暴的第一波攻擊。
海灣戰爭中，阿帕奇武裝直升機用其實際行動證明，美國陸軍航空兵足以應付當前世界上所有的裝甲威脅。基於高強度的訓練、輔以戰場上的制空權、以及對自己裝備的絕對信任，美國陸軍航空兵自認為他們就是戰場的主宰者。而未來的戰場的主導者則屬於AH-64D，該機具有絕對的戰場控制能力。1996年英國陸軍的一位高級軍官。也是一位資深直升機飛行員在拉科爾堡駕駛AH-64D後說到，從AH-64A到AH-64D的跨越，比從“山貓”到AH-64A的跨越還要大，所以英國要考慮裝備AH-64D直升機。
然而直昇機在某些環境裡面對地面部隊顯得脆弱。持久自由行動中80%的AH-64被不同的山區地面炮火嚴重損壞。同樣地，AH-64被證明在市區對抗步兵也很脆弱。在第二海灣戰爭期間，伊拉克地面部隊和武裝份子能以地面炮火破壞AH-64的推進系統和飛行控制系統，有時更令AH-64必須直接緊急著陸。在持久自由行動期間，不少AH-64在都市作戰時受損。

### 中東
沙烏地阿拉伯跟以色列同時從美國引入了阿帕契直升機，用以應戰來自伊朗與伊拉克的裝甲部隊威脅。
在以色列—哈馬斯戰爭期間，以色列國防軍曾以AH-64D對加沙地带的哈马斯目標進行攻擊。

## 生產型號
目前主要服役於美國陸軍和英國陸軍航空兵的次型包括AH-64A（備役部隊）與AH-64D。

### AH-64A
為AH-64的基本型雙座攻擊直昇機，引擎為兩具通用電氣T700渦輪軸發動機，安裝在旋轉軸的兩旁，排氣口位於機身較高處。座位是一前一後，正駕駛員在後上方，副駕駛員兼火砲瞄準手在前。固定武裝為一門30公釐M230鏈炮。兩側的短翼上有四處武器掛載點，可搭載雷射導引的AGM-114地獄火反戰車飛彈，Hydra 70mm火箭，或自衛用的AIM-92刺針對空飛彈。

### AH-64B
原為美國海軍陸戰隊所設計的改良型，以作為AH-1W海眼鏡蛇攻擊直昇機的後繼機種，但未實際進入量產。
1991年沙漠風暴行動後，原定將254架AH-64A升級為AH-64B。整個升級計劃包括換裝新的主旋翼、全球定位系統（GPS）、改良後的導航系統及新的無線電系統。

### AH-64C
於1991年後期美國國會追加撥款為AH-64A升級至AH64-B+。隨後更多的撥款將升級增至AH-64C。
AH-64C為改進了武器系統的改良型，之後加裝了公釐波雷達而改稱AH-64D。

### AH-64D

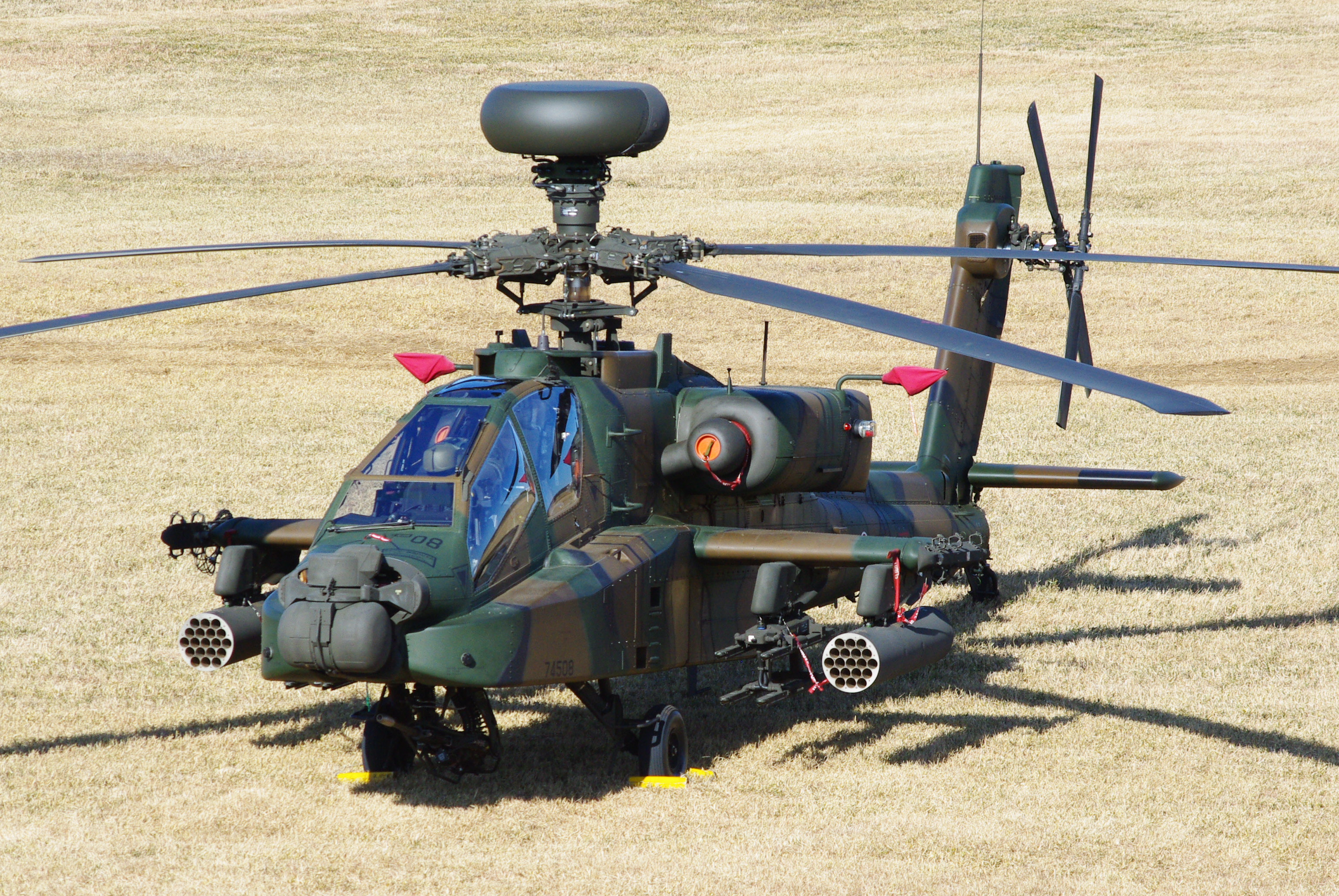
主旋翼上方搭載公釐波雷達的日本陸上自衛隊AH-64D長弓阿帕契。

AH-64D長弓阿帕契（Apache Longbow）是搭載了先進的感測與武器系統的改良型。D型與A型最大的不同，在於主旋翼上方裝置了AN/APG-78長弓公釐波雷達系統。由於雷達裝置的位置較高，使得AH-64D可以藏匿於掩蔽物（如高地、樹木、建築物等）的後方進行偵測與攻擊，也可藉內建的數據機與其他沒有觀測到目標的AH-64D交換攻擊目標資訊。因此只要一架AH-64D露出雷達觀測目標，就可以與多架AH-64D協同進行攻擊，大幅增加了攻擊的效率與安全性。而公釐波雷達也可拆卸並安裝於其他同型直昇機上，即使是未配備公釐波雷達，但仍搭載了先進武器系統的AH-64，也同樣稱為AH-64D長弓。目前美軍服役於伊拉克與阿富汗的AH-64D即未配備公釐波雷達，因為當地並無對裝甲部隊攻擊的需求。
AH-64D的引擎為T700-GE-701C型，同時前機身與座艙也經改良以容納新型的武器系統，在生存性、通訊能力與導航能力上也有所改良。

#### 阿帕契AH MK1

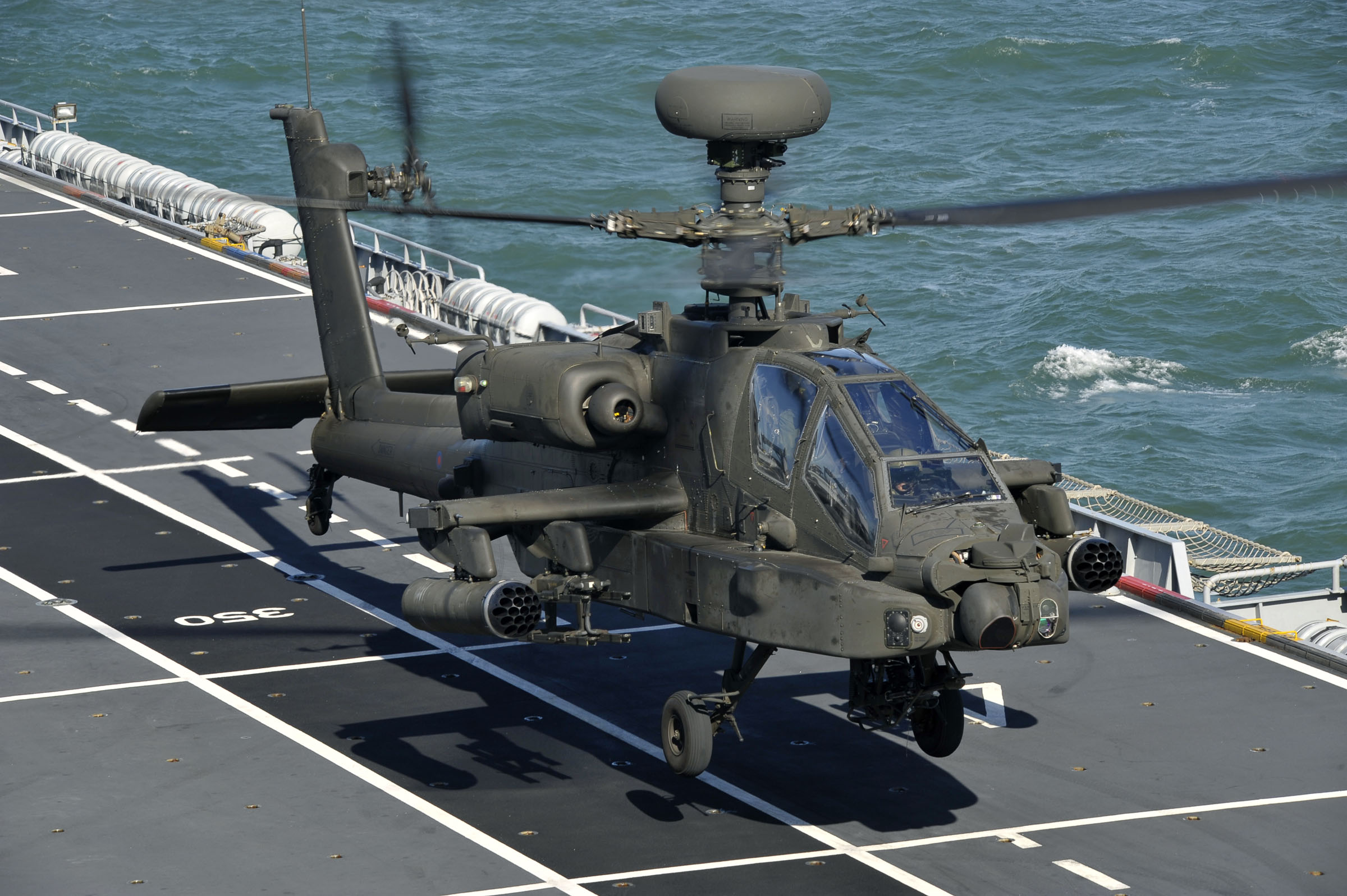
一架正從英國皇家海軍海洋號上起飛的阿帕契AH MK1，攝於2009年9月。

阿帕契AH MK1（Apache AH MK1）是一款由英國陸軍所操作的重型攻擊直昇機，是以美國的AH-64D「長弓阿帕契」（Apache Longbow）為開發基礎所授權生產的英國版本。阿帕契AH MK1一共生產了67架，其中最初的8架是由AH-64的原始生產商波音製造，之後的59架則是授權給英國的直昇機製造商韋斯特蘭（Westland，奧古斯塔－韋斯特蘭的前身之一，後者又由李奧納多集團合併），利用波音方面所提供的原廠零件包，在位於約維爾（Yeovil）的組裝線生產。與其與原版AH-64D阿帕契直升機之間最主要的差異在於更換了英製的勞斯萊斯Turbomeca RTM322型渦輪軸發動機，除此之外也配合英國方面的需要對機上的航電系統進行了修改，並改成可收折式的旋翼，以便讓其能在英國皇家海軍的航空母艦上操作。

### AH-64E

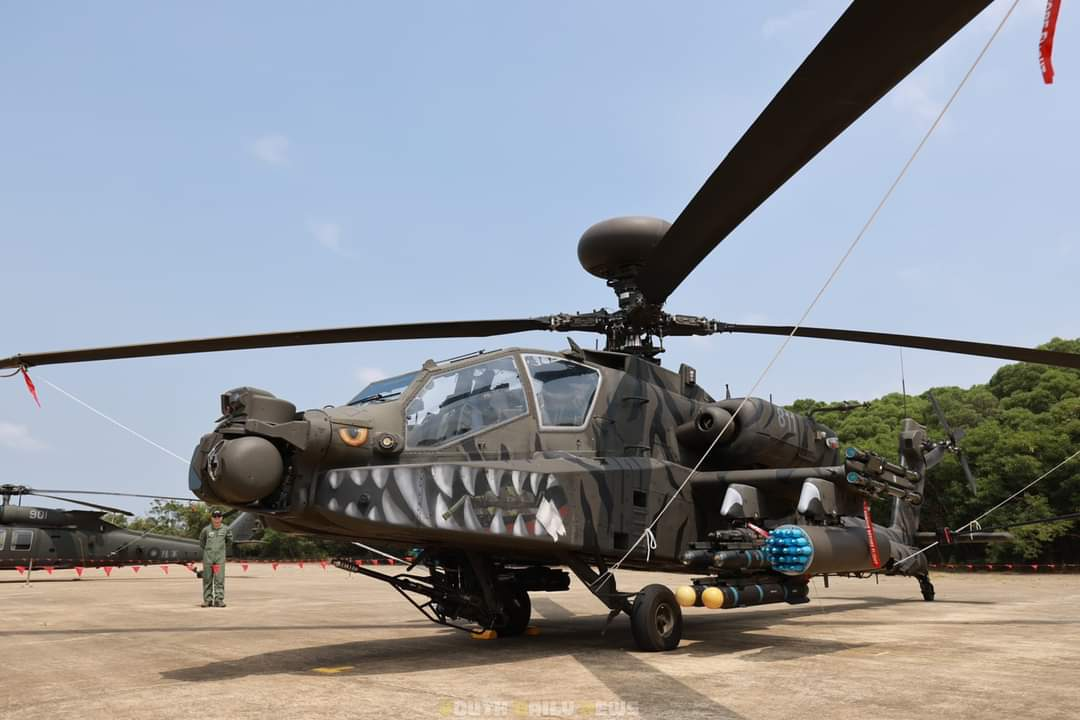
中華民國陸軍AH-64E虎斑塗裝

自2011年11月起陸續出廠，在開發過程中原名AH-64D Block III，在2012年底時波音重新賦予新機種AH-64E的機種編號以便與Block II的AH-64D作出區隔，是AH-64家族最新型的量產機種。2013年時，開發小組更進一步賦予AH-64E「守護神阿帕契」（Apache Guardian）的暱稱，以與AH-64D「長弓阿帕契」的暱稱相呼應。
AH-64E主要的改良在於大幅提昇了數位資訊的連結能力，可與聯合戰術情報分配系統（JTIDS）相容，並換裝了輸出更高的T700-GE-701D發動機。除此之外，新機種也具有遙控無人航空載具（UAV）、完整的儀器飛行（IFR）對應，與改良過的起落架。而以複合材料製成的新旋翼，則提升了新機種的巡航空速、爬升率與酬載能力。
在銷售上，美國陸軍預計採購總數690架的AH-64E（其中包含部分已經下單尚未生產、直接轉換規格的AH-64D訂單），新機種也外銷至多個美國的友邦，其中中華民國陸軍是最早操作AH-64E的外國單位，在2013年11月接收第一批為數6架的AH-64E，採購總數為30架。除此之外，包括南韓、印尼、卡達與印度也陸續與美方簽訂AH-64E的採購交易。
2019年美國陸軍將向波音公司採購600架AH-64E，其中部分是將現役的AH-64D升級成AH-64E，合約總金額則是尚未公開。根據「航空極客俱樂部」(The Aviation Geek Club)網站報導，美國陸軍表示，已經與波音公司簽署為期5年合約，合約期限為2022至2026財政年度，以及一年的選擇權合約，購入AH-64E阿帕契攻擊直升機。不過，合約金額並未透露。600架阿帕契訂單中，美國陸軍將接收244架升級成AH-64E規格的阿帕契直升機，另有24架新生產的阿帕契將提供給國際客戶。

### AH-64F
目前美國陸軍正逐步將AH-64D「長弓」阿帕契攻擊直升機汰換為AH-64E「守護者」，而原先打算在未來直升機成形前兜售E型升級甚至是AH-64F的波音(Boeing)，如今卻隨著陸軍最新的聲明而計畫因而弃用。(Source：US Army)
據波音(Boeing)的攻擊直升機專案副總Kim Smith在2016年美國陸軍協會(AUSA 2016)會議上表示，波音預計要從美國陸軍手中，再取得第二份阿帕契攻擊直升機的多年生產合同，也就是升級AH-64E甚至新造F型的合約，因為波音認為在阿帕契轉換到「未來直升機」(FVL)中間應該還有一段升級空間，然而這份如意算盤卻將化為泡影。
美國陸軍對此表示，目前礙於經費因素與缺乏需求，因此不會在轉換至FVL前再負擔一個版本的升級，儘管如此，陸軍在2026年前仍會採購多達690架AH-64E，接著就是2030年時開始讓FVL登場，最後再由FVL逐步汰換AH-64E，倘若真有需要採購AH-64F，會再與廠商重啟協商。但波音對此表示，若陸軍能投資E型升級或採購新造F型，將能降低FVL的技術難度以及成本，因為這些部分技術將可轉移至FVL上。
儘管目前看來採購AH-64F的機會不大，但陸軍現在已經向廠商發出下一代雷達的資訊需求書(RFI)，並得到了廠商的回覆，而在評估過回覆內容的技術含量以及擬定下一代系統需求方針後，將預計於數年內發出需求建議書(RFP)。

## 使用國

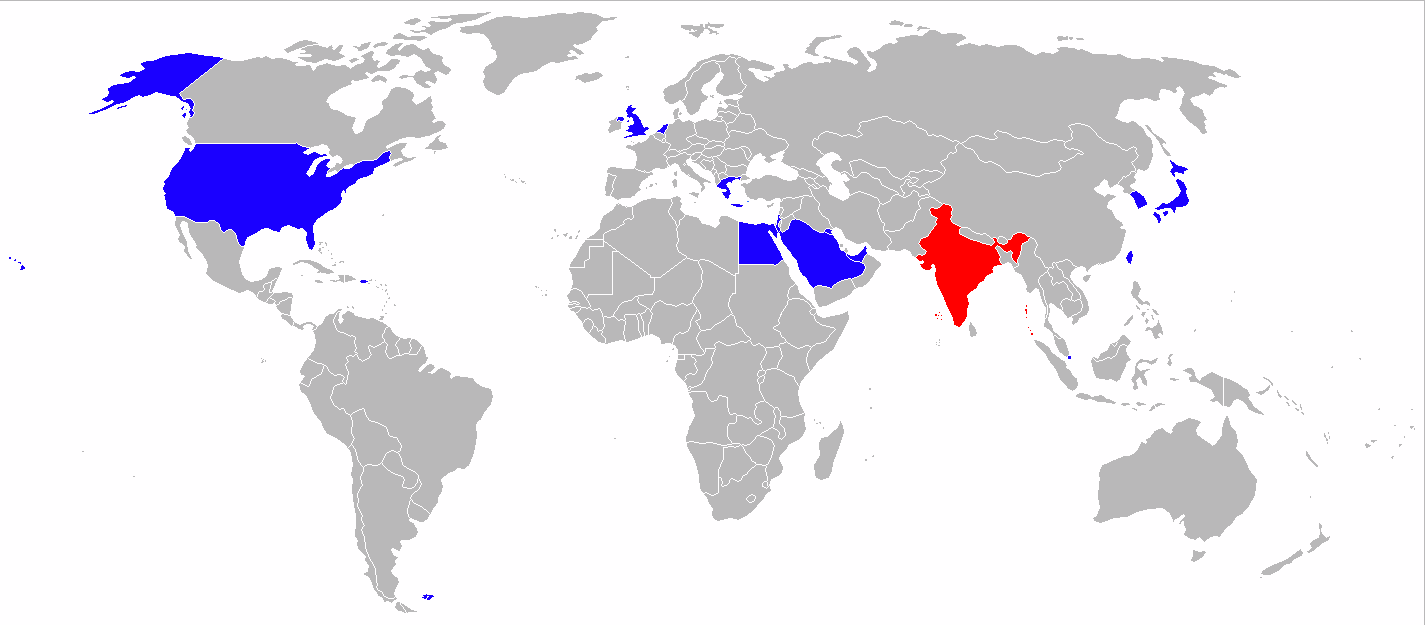
使用AH-64的國家。藍色為已經使用中，紅色則為計劃購買或尚未交付的國家

### AH-64D美製
- 美国：美国陆军航空兵（669架AH-64D）
- 以色列：空軍（45架AH-64D）
- 埃及：空軍（35架AH-64D）
- 阿联酋：空軍（30架AH-64D）
- 希腊：陸軍航空兵（29架AH-64D）
- 新加坡：空軍（20架AH-64D）
- 科威特：空軍（16架AH-64D）
- 日本：陸上自衛隊（13架AH-64D[10]）（授權給富士重工製造）
- 沙烏地阿拉伯：空軍（12架AH-64A/D/E）

### 阿帕契AH MK1直昇機
- 英国：由陸軍航空兵（英语：Army Air Corps (United Kingdom)）所操作的67架阿帕契AH MK1，是以AH-64D為基礎所開發的英製版本，擁有不一樣的發動機、航電系統與可折疊的旋翼。

### AH-64DN
- 荷蘭：荷蘭皇家空軍（29架AH-64DN）

### AH-64E
依交機順序排列。
- 美国：美国陆军航空兵（訂購600架AH-64E，部分由AH-64D升級而成）[9]

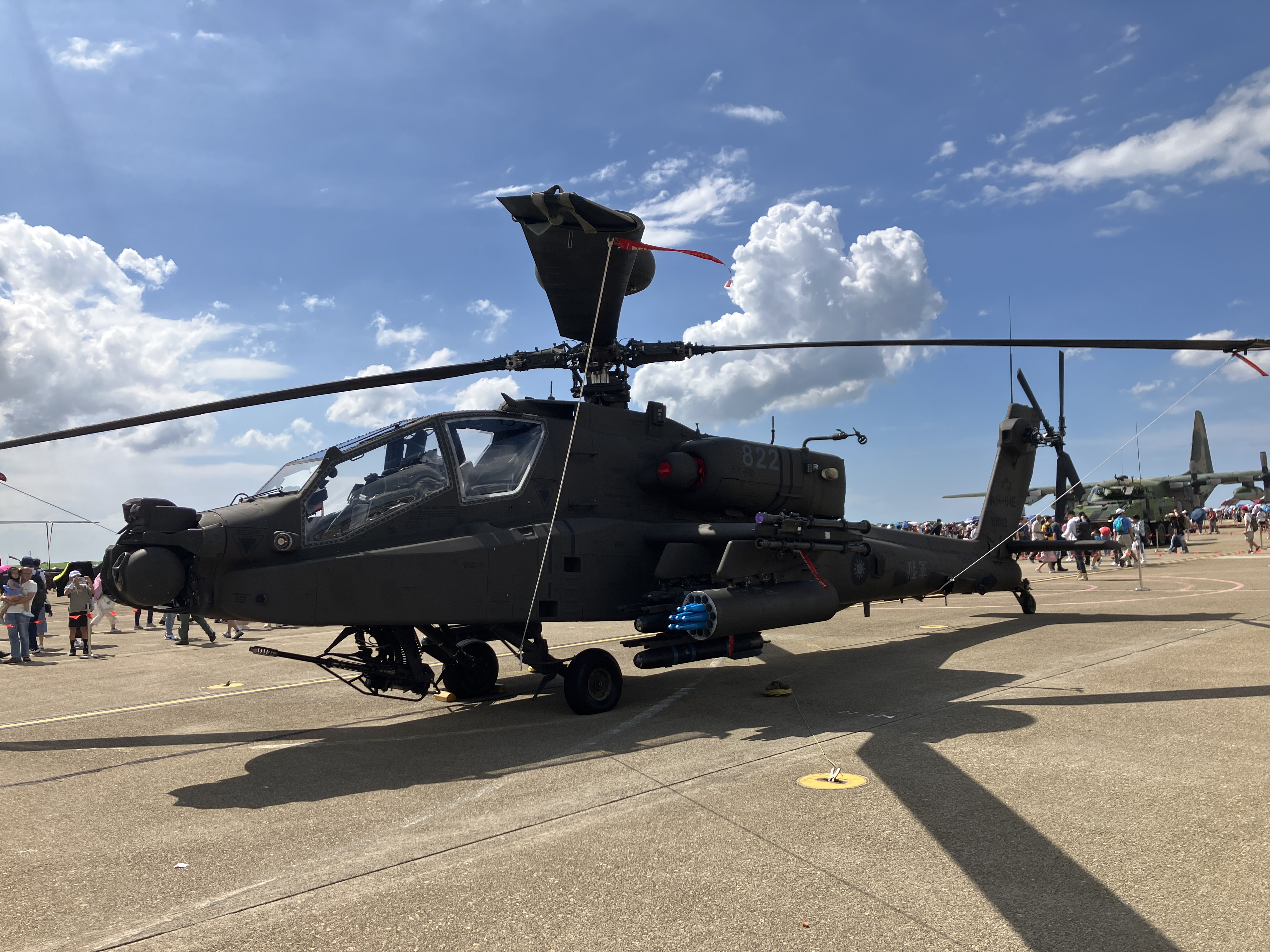
中華民國陸軍AH-64E

- 中華民國：中華民國陸軍航空特戰指揮部（訂購30架，現29架AH-64E，1架在訓練時意外墜毀）
- 大韓民國：陸軍航空作戰司令部（朝鲜语：육군항공작전사령부）（採購36架AH-64E）
- 印度：
  - 印度空軍（總共訂購22架AH-64E[10]）
  - 印度陸軍（總共訂購6架AH-64E[11]）
- 印度尼西亞：印尼空軍（訂購8架AH-64E）
- 英国：50架由阿帕契AH MK1直昇機升級至AH-64E標準，並換裝奇異T-700-GE-701D發動機，取代「阿帕契AH1」原本的勞斯萊斯RTM 322，2020年底開始交付[12]。
- ：空軍（24架AH-64E）訂購[13]
- 摩洛哥：空軍（24架加上12架選擇權的AH-64E）訂購[14][15]
- 科威特：空軍（16架AH-64D升級到AH-64E型，採購8架全新AH-64E）[16]
- ：澳大利亞陸軍（採購29架全新AH-64E）[17][18]
- 波蘭：波蘭共和國軍空降旅（採購96架AH-64E）[19]

## 規格

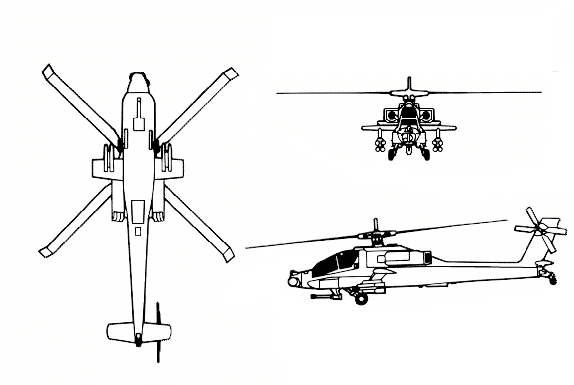
AH-64阿帕契的三視圖。

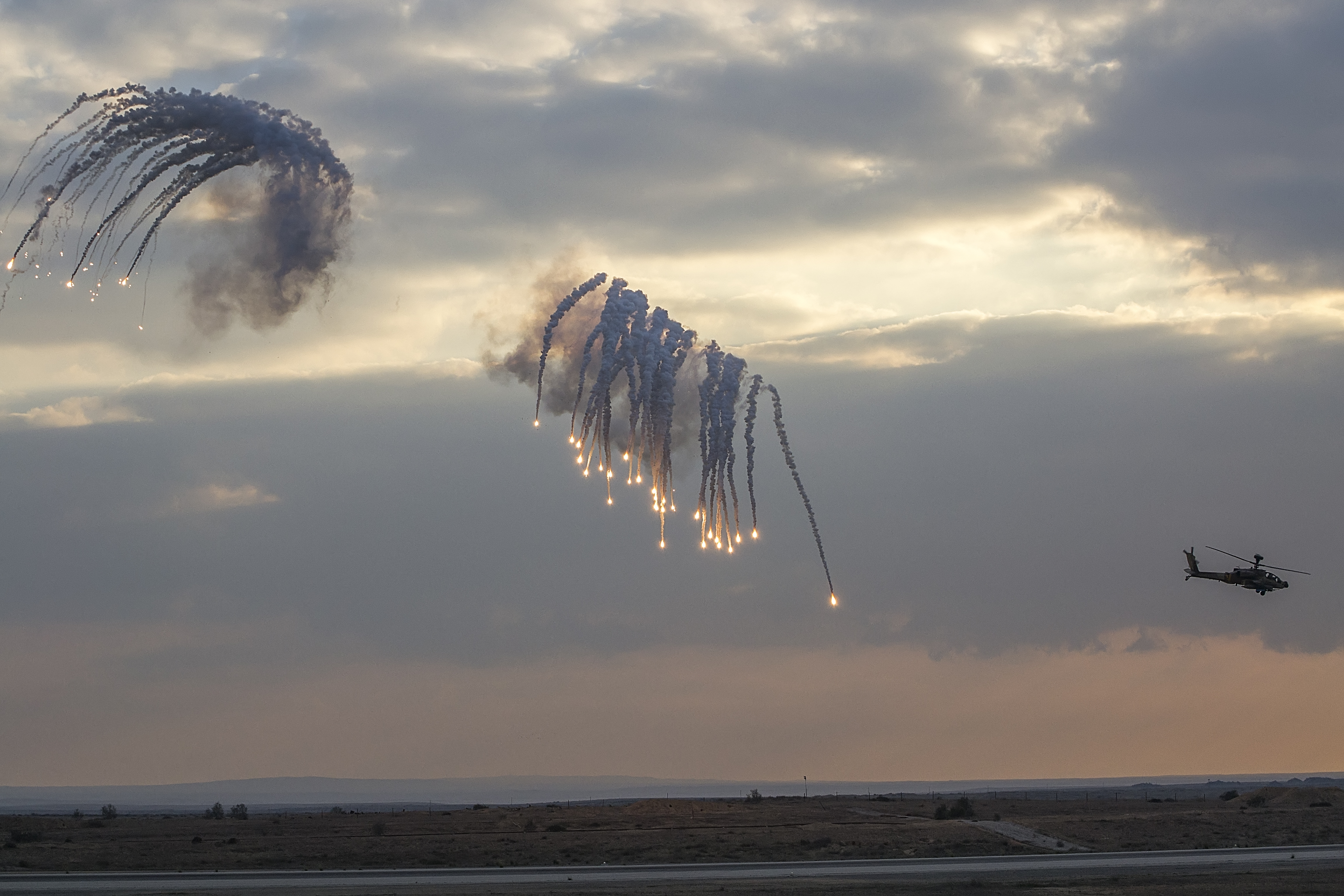
投放熱焰誘餌

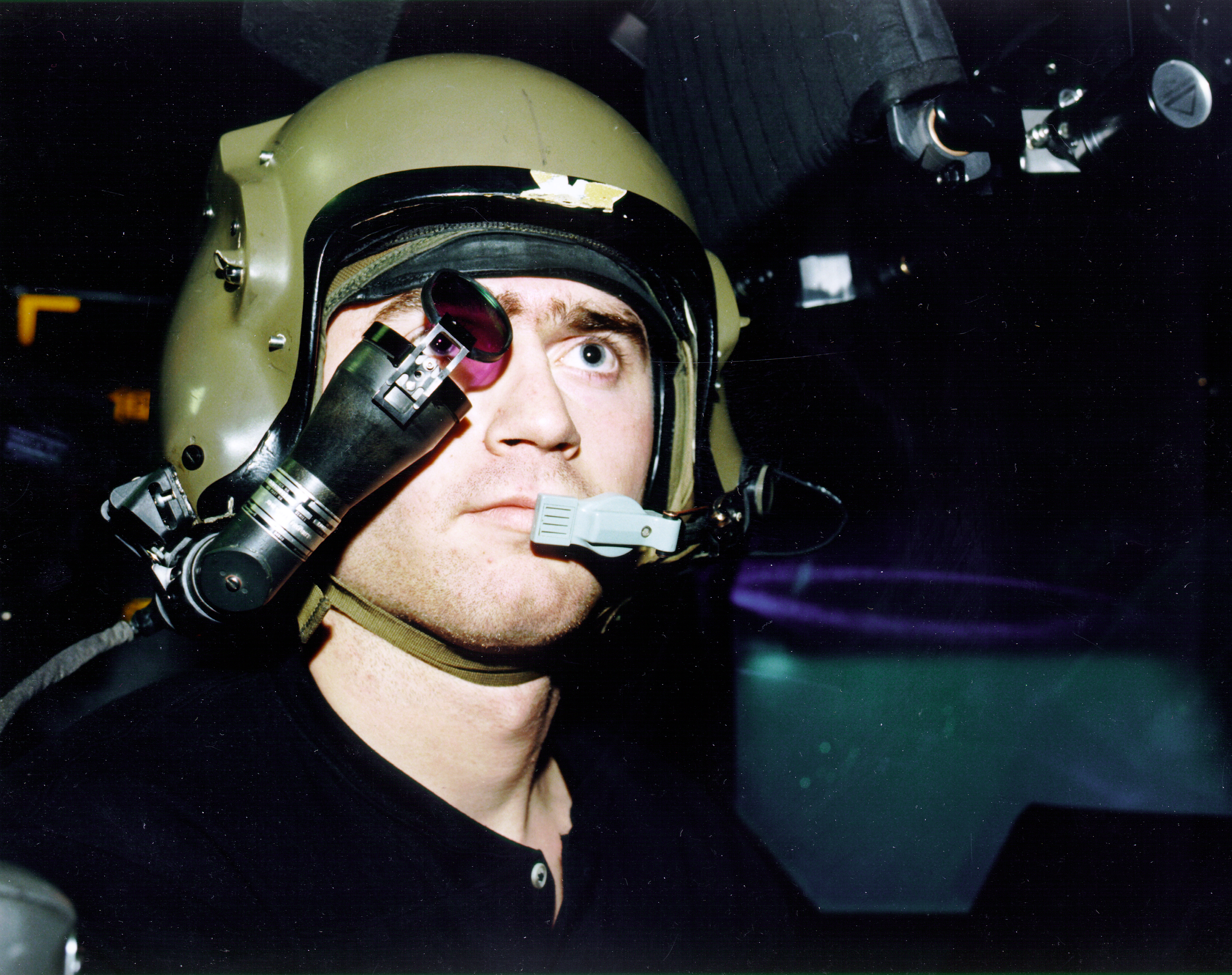
頭盔瞄準器可以與機炮同步

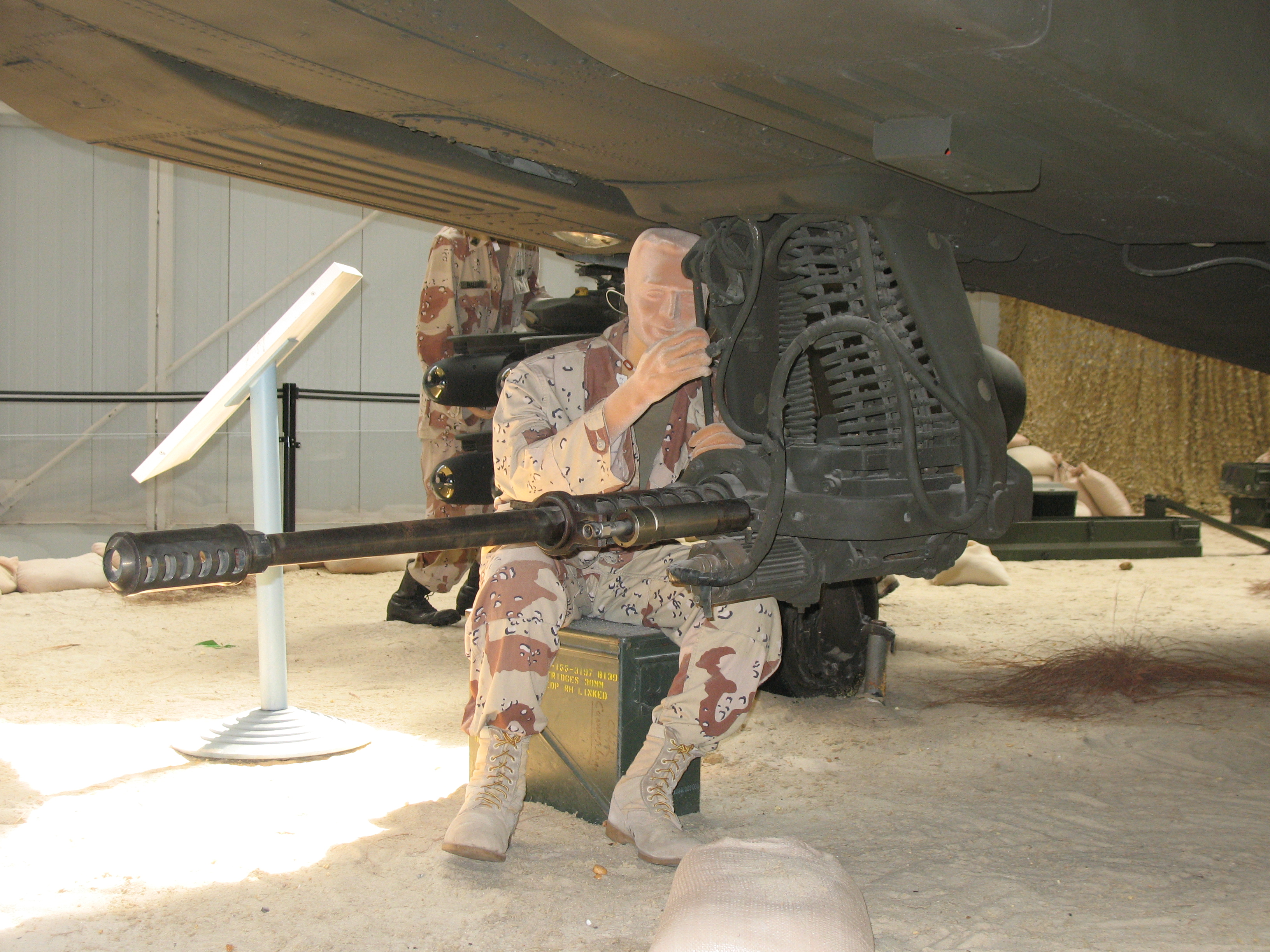
360度的M230機砲

### 基本規格
- 乘員：2名（駕駛、副駕駛兼砲手）
- 全長：58.17 ft（17.73 m，連主旋翼）
- 旋翼直徑：48 ft 0 in（14.63 m）
- 全高：12.7 ft（3.87 m）
- 旋翼旋轉面積：1,809.5 ft²（168.11 m²，主旋翼的回轉面）
- 自重：11,387 lb（5,165 kg）
- 載重量：17,650 lb（8,000 kg）
- 最大起飛重量：23,000 lb（10,433 kg）
- 發動機：

2具奇異T700-GE-701D渦輪軸發動機，每具1,490 kW

### 性能表現
- (速度儀表板設計極限度）極限速度：214.9節（227 mph, 398km/h）
- 最高速度：158節（182 mph, 293 km/h）
- 巡航速度：143節（165 mph, 265 km/h）
- 戰鬥半徑260 nmi（300 mi, 480 km）
- 續航距離：1,024 nmi（1,180 mi, 1,900 km）
- 絕對升限：21,000 ft（6,400 m）
- 爬升率：2,500 ft/min（12.7 m/s）
- 旋翼負荷：9.80 lb/ft²（47.90 kg/m²）
- 推重比：0.18 hp/lb（310 W/kg）

### 武裝
- 固定武裝：M230 30公釐鏈炮，備彈1,200發。
- 掛點可掛載武裝：

1. AGM-114地獄火飛彈
2. AIM-92刺針飛彈(翼尖)
3. AGM-122佩槍式反輻射導彈
4. AIM-9響尾蛇飛彈
5. BGM-71拖式飛彈
6. AGM-65小牛飛彈
7. AGM-179 聯合空地導彈

- 火箭彈：Hydra 70／CRV7 FFAR或APKWS II

## 流行文化
- 2007年電影《龍之戰》，在該片中段，美軍的AH-64阿帕奇直升機在洛杉磯與巨蟒怪獸軍團交戰[20]。
- 特種部隊：眼鏡蛇的崛起：在該片前段，北大西洋公约组织部隊的隊長公爵 (特種部隊)與立志投身空軍的戰友華勒斯·威姆斯「瑞普克」等人護送麥氏集團（MARS）研製的奈米蟲彈頭前往北約總部時，護送部隊遭到由安娜·路易士「男爵夫人」領軍的毒蛇黨部隊的襲擊，負責空中掩護AH-64阿帕奇直升機機隊迅速被消滅[21]。
- 義勇群英之毒蛇反擊戰：在該片前段，當公爵 (特種部隊)領導的G.I.JOE成功從內戰中的巴基斯坦取得核彈後，在等待撤離期間，被易容成美國總統的撒旦所派遣的AH-64阿帕奇直升機機隊空襲，襲擊導致公爵死亡及G.I.JOE大量成員死亡，只有數人生存[22]。
- 正宗哥吉拉：在該片中段，當哥斯拉登陸後，陸上自衛隊的AH-64阿帕奇直升機機隊曾展開攻擊，但無任何效果[23]。
- 毀滅大作戰：在該片後段，三隻變種動物：紅狼「雷夫」（Ralph）、白化大猩猩「喬治」（George）、美洲鱷「莉茲」（Lizzie）受韋萊集團大廈頂樓的大型無線電發出電磁波吸引過來芝加哥時，美國軍隊的AH-64阿帕奇直升機曾與牠們在市內交戰[24]。
- 蝙蝠俠對超人：正義曙光：在該片後段，美軍的AH-64阿帕奇直升機機隊曾與雷克斯·路瑟創造出來的毀滅日交戰。
- 自殺突擊隊：在該片中段，美軍的AH-64阿帕奇直升機曾與魅惑女巫（英语：Enchantress (DC Comics)）釋放的夢魘交戰[25]。
- 閃電俠：在該片後段，當美軍與薩德將軍交涉失敗後，AH-64阿帕奇直升機曾與氪星人交戰。
- 世界大戰：入侵日：在該片中段，當火星人對英國發動戰爭時，英國陸軍曾以AH-64阿帕奇直升機與火星人的三足步行機交戰[26]。
- 哥吉拉與金剛：新帝國：在該片海報中，AH-64阿帕奇直升機、哥斯拉及金剛一齊出現[27]。
- 帝國浩劫：美國內戰：在該片後段，西部力量投入AH-64阿帕奇直升機來壓制華盛頓的守軍。
- 勇氣爆發Bang Bravern：在動畫前段環太平洋軍事演習期間，AH-64阿帕奇直升機曾出現在演習場地[28]。

## 參看
- 直-10
- 卡-50攻擊直升機
- Mi-28攻擊直升機
- 虎式直升機
- AH-1Z蝰蛇直升機
- 阿帕契打卡案

## 外部連結
- AH-64阿帕契武裝直升機圖文解析, AirForceWorld.com
- AH-64E成軍 美最緻命的攻擊直升機（青年日報）（繁體中文）
- 波音AH-64阿帕契（青年日報）（繁體中文）
- 波音AH-64阿帕契（下）[永久]（青年日報）（繁體中文）